# Jonathan Guilmette
Jonathan Guilmette (n. 18 august 1978, Montréal, provincia Québec, Canada) este un sportiv ce a reprezentat Canada, medaliat olimpic. A participat la 2 ediții ale Jocurilor Olimpice (2002, 2006) în care a câștigat o medalie de aur și două medalii de argint.